# Hermann Perl
Otto Gottlieb Hermann Perl (* 5. April 1878 in Königsberg; † 12. Januar 1967 in Hamburg) war ein deutscher Keramiker und Bildhauer.

## Leben und Werk

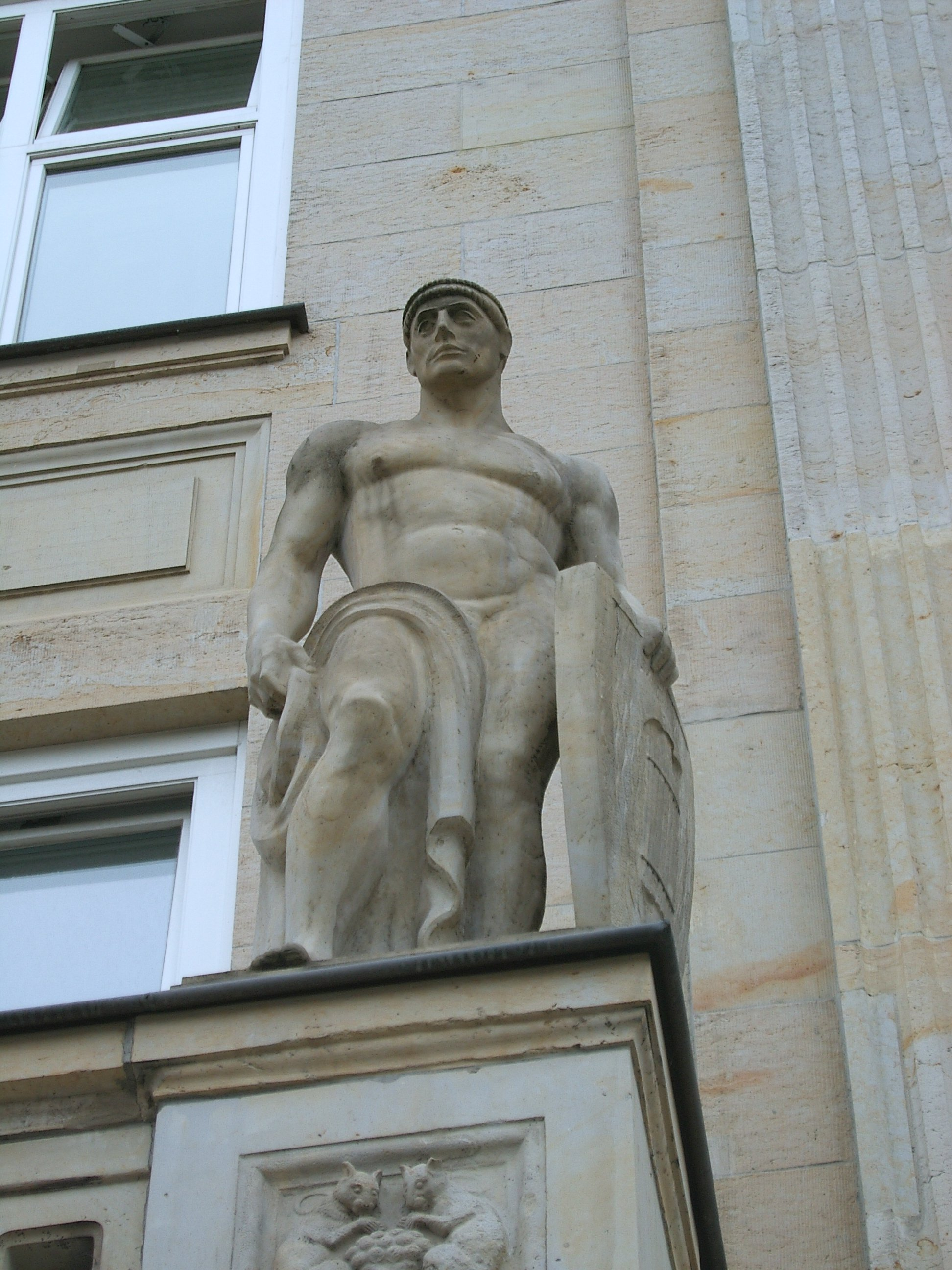
Statue Stadthaus-Erweiterungsbau

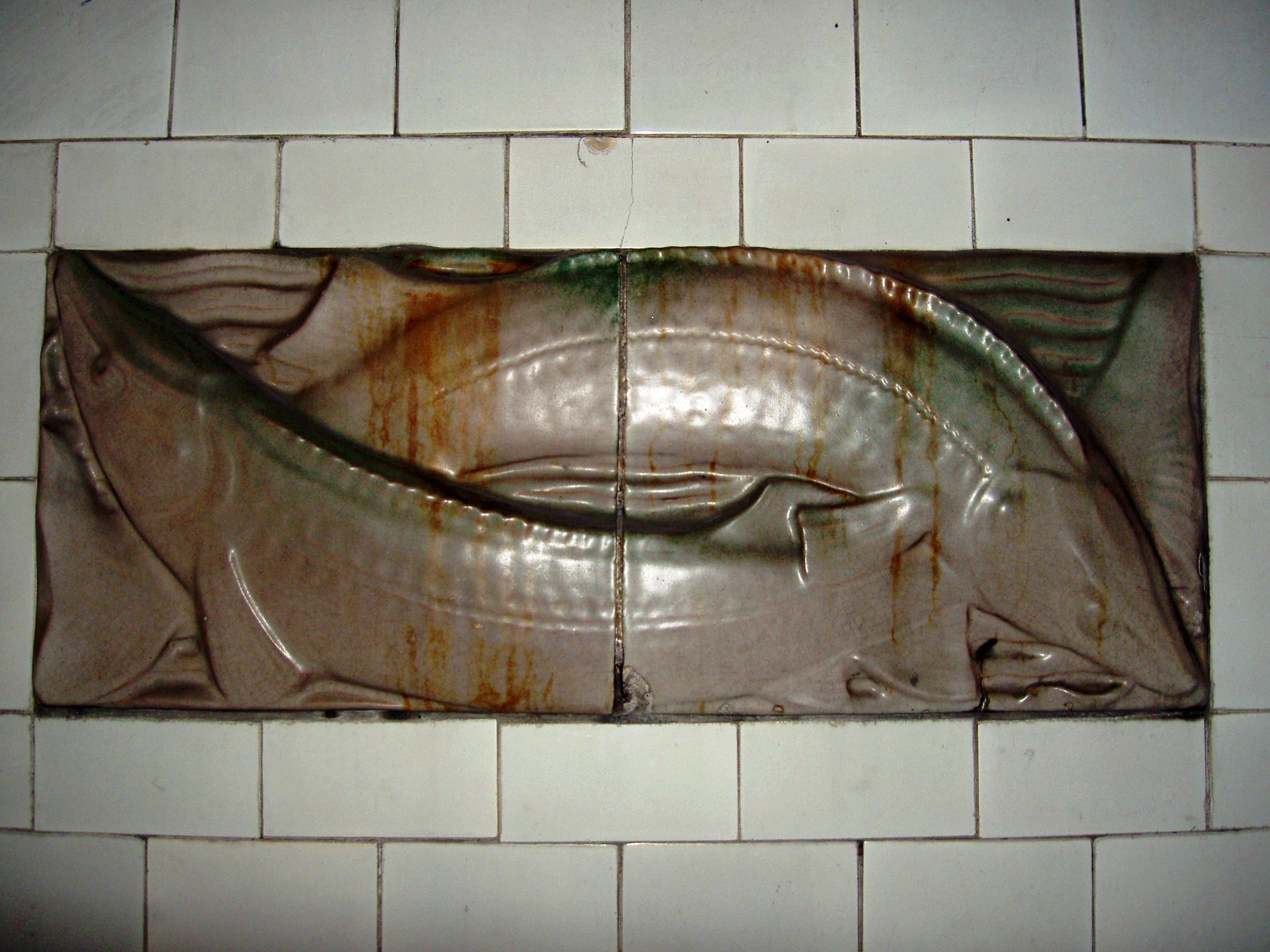
Beispiel Wandrelief im Alten Elbtunnel

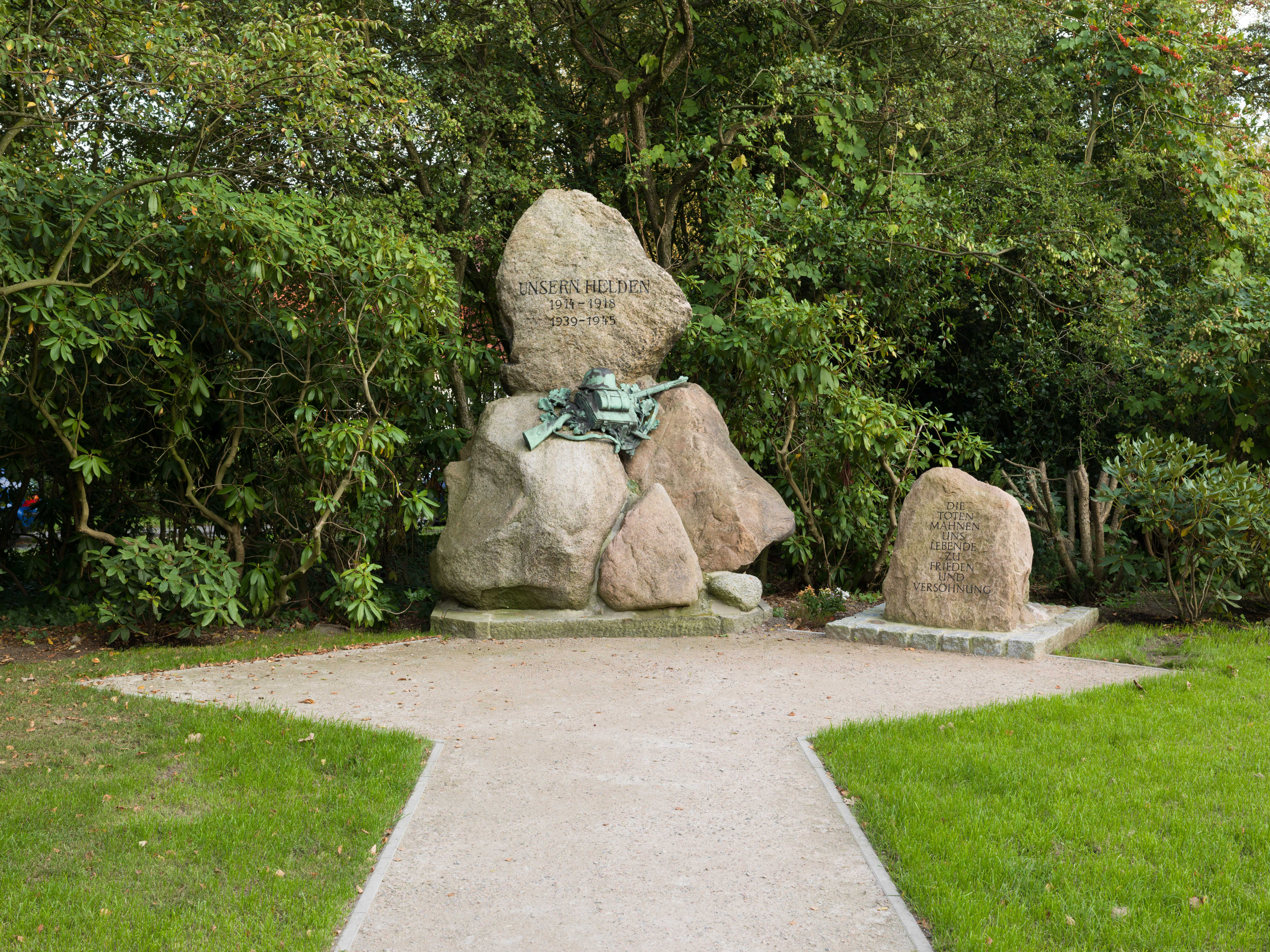
Kriegerdenkmal in Hamburg-Hummelsbüttel

Otto Gottlieb Hermann Perl bekam seine Ausbildung an der Kunstakademie Königsberg. Er war der Neffe des Keramikers Hermann Wessely und arbeitete mit ihm zusammen. Sein Atelier befand sich in einer Wohnung im Falkenried 3-5 in Hoheluft-Ost. Im Zweiten Weltkrieg wurde dieses Atelier ausgebombt.
Um 1910/11 entstanden die Reliefs am Hulbe-Haus in der Mönckebergstraße.
Durch die „Tunneltiere“ und weitere Schmuckkeramik im Alten Elbtunnel wurde Hermann Perl 1911 in Hamburg bekannt.
Perl gestaltete 1912 für die  Kunstgewerbeschule Hamburg das Modell für Wandbrunnen in den Fluren.
Von 1916 bis 1921 wirkte er bei der Erweiterung des Stadthauses und gestaltete die Bauplastik an der Fassade des Verbindungsbaues in der Form überlebensgroßer Werksteinfiguren:
- Frau mit Tuch, neben sich Vase mit Gewächs
- männlicher Akt mit Tuch, Schild mit Liktorenbündel[6]

1925 arbeitete er an dem Kriegerdenkmal in Hummelsbüttel.
1928 Erschaffung des Reliefs "Klinker" am Eingang des genossenschaftlichen Versammlungssaals Schlankreye 69 (heute Foyer des Holi-Kino).
1929 wurden von ihm in der Max-Brauer-Allee 69 zwei Figuren „Spare in der Zeit“ angefertigt.

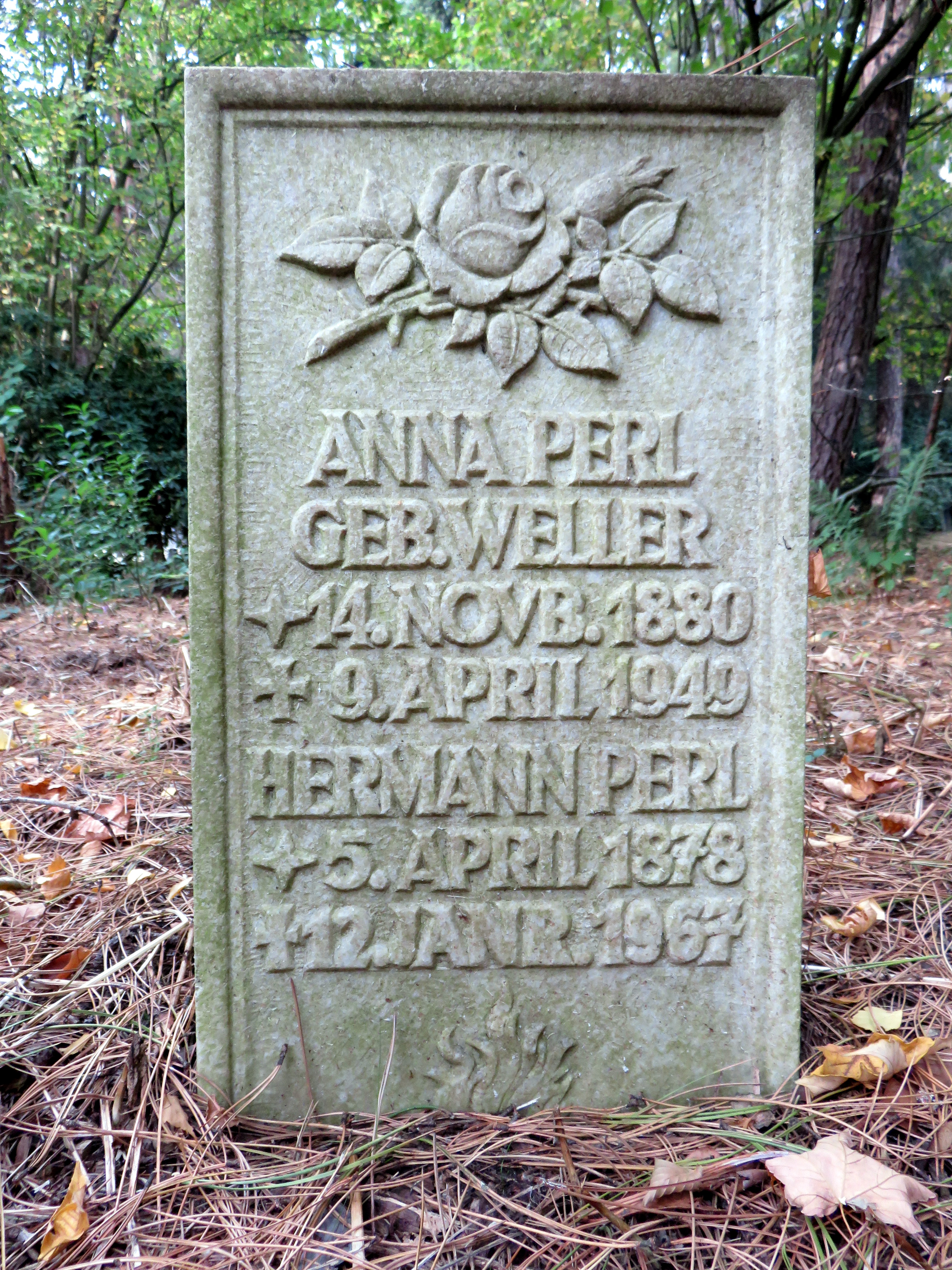
Grabstein Anna und Hermann Perl auf dem Friedhof Ohlsdorf

Auf dem Friedhof Ohlsdorf war Perl an Grabmalgestaltungen beteiligt, beispielsweise:
- 1912 Familie Lindner
- 1914 Familie Lehmann/Martens
- 1926 Familie Lentz
- 1928 Familie Borchers/Beyer
- 1946 Familie Groot[8]

Auf der Grabstätte seiner Verwandten Wessely auf dem Ohlsdorfer Friedhof (Planquadrat AB 10, direkt an der Norderstraße) befindet sich ein Grabstein für Anna und Hermann Perl.